# 자유로 귀신
자유로 귀신(自由路鬼神)은 대한민국의 도시전설로 2004년에서 2005년 경부터 대한민국 인터넷에서 목격담이 나온 이후 TV 프로그램인 SBS 김용만 신동엽의 즐겨찾기에서 개그우먼 박희진이 처음으로 자유로 귀신 괴담을 언급하였다. 이어 탁재훈, 박신혜가 이어 2007년 KBS 상상플러스에서 언급한 뒤 여러 연예인들이 언급한 도시괴담이다. 이로 인해 2007년 한동안 유행하던 도시괴담으로 이후 목격자도 줄었지만 2011년 MBC 신비한TV 서프라이즈에서 목격자의 말을 재구성해 이야기를 방영해 다시 한번 화제가 되었다.

## 내용
한밤중 자유로에 가면 20대 묘령의 여인이 히치하이킹을 해달라는 손짓으로 서있다. 그 여인의 인상착의는 코트에 큰 선글라스를 착용하고 있었다. 그런데 가까이서 보면 그것은 선글라스가 아니고 눈 부분이 검게 뚫려있는 여성의 모습이다.

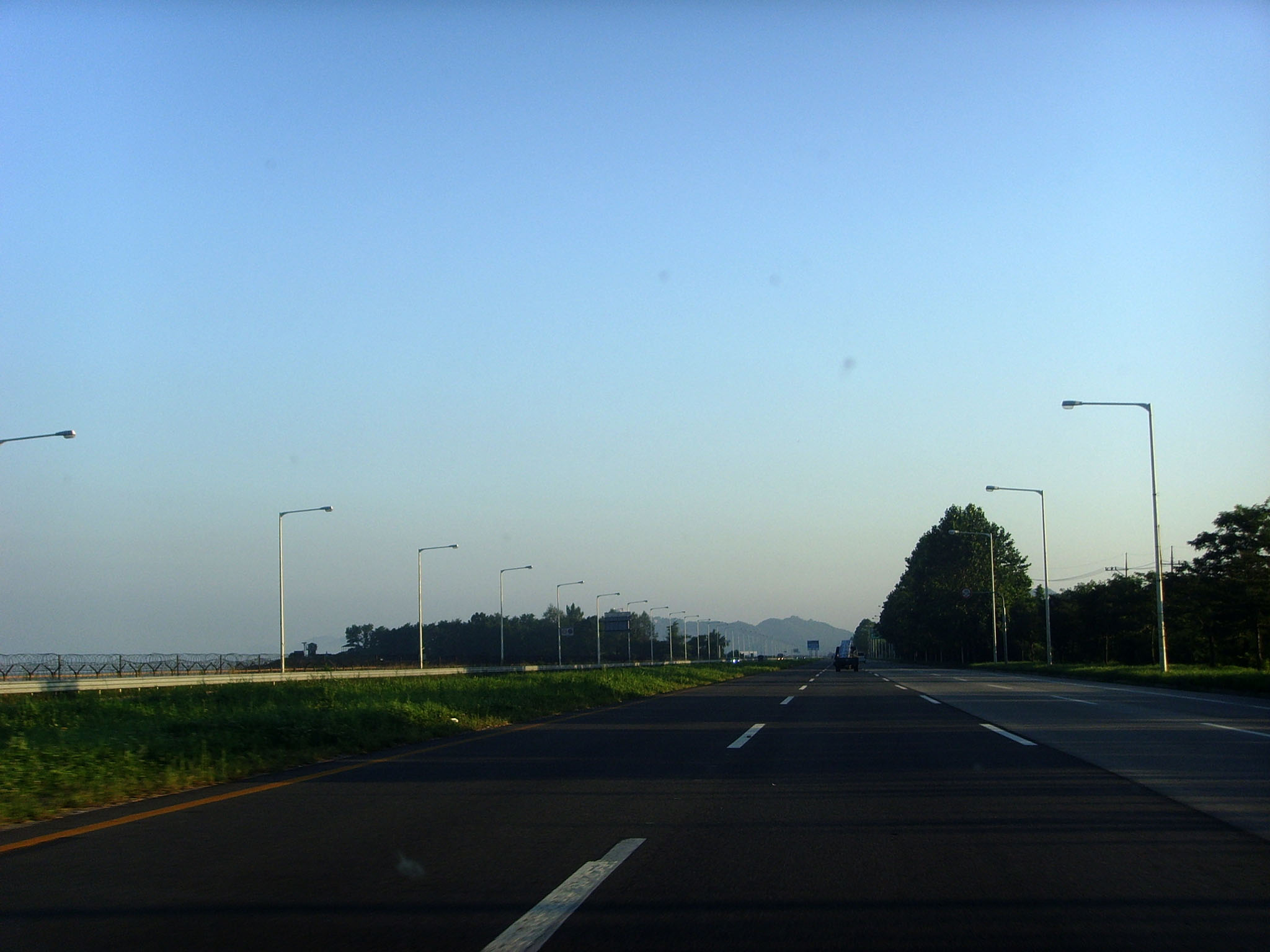
경기도 고양시 행주대교 북단에서 파주시 문산읍 자유의 다리에 이르는 고속화도로인 자유로는 주변에 임진강과 한강이 있기 때문에 안개가 자주 일어난다.

이외에도 목격자마다 경험한 것이 다 달라 내용이 점차 달라지는데 문화방송 서프라이즈에서 2011년 1월 9일 방영한 방송분에서의 내용은 이렇다.
목격자가 회식 후 운전을 하고 자유로를 달리던 중이었는데 잠시 한 눈을 판 사이 한 여성을 칠 뻔 했다. 가까스로 사고를 피했고 20대 즈음 되보이는 여성은 운전자에게 다가와 "집까지 태워주실 수 있어요?"라는 부탁에 남자는 응했다. 남자는 내비게이션에 여성의 목적지를 찍고 출발했고 얼마 가지 않아 음주 단속에 걸리게 된다. 이에 남자는 여성에게 상황을 설명하려고 뒷자석을 봤지만 여성은 종적을 감춘 상태였다. 이후 그는 아내를 불러 운전을 시키고는 골아 떨어진다. 운전이 서툰 그녀는 내비게이션 안내에 따라 운전을 했다. 목적지에 도착해 주위를 살피던 이들은 화들짝 놀라며 경악을 금치 못했다. 목적지는 바로 공동묘지였다.
TvN 프로그램위험한 취재에서는 김세환 법사가 출연해 자유로에서 직접 접신을 시도하여 자유로 귀신의 정체가 2002년 자유로에서 목 졸라 살해당한 20대 묘령의 여인으로 시신이 부패되어 눈이 없는 모습을 가지게 되었고, 범인은 2005년에 검거되었다고 주장하였다.
사실 자유로는 임진강과 한강이 주변에 있어 안개가 자주 일어나 교통사고에 취약한 구역이며, 교통량 또한 많은 편이다. 이러한 점으로 미루어 보아 운전자의 피로에 의한 환각이라는 의견 또한 있다.

## 인상착의
목격자마다 공통적인 것은 20대 묘령의 여인이라는 것과 눈 부분이 검게 뚫려있다는 점이다.

## 관련 방송 내용
- 2007년 자유로 귀신이 크게 유행하자 TvN 위험한 취재에서 김세환 법사가 나와 자유로 귀신과 접신하는 장면을 보인 적이 있다. 이어 그는 2002년 일어난 자유로 살인사건의 피해자가 자유로 귀신이며, 시신이 부패하여 이러한 모습을 가지게 되었다고 주장했다.
- 문화방송 서프라이즈에서 2011년 1월 9일 방송분에서는 2007년 제보자의 남편이 겪은 자유로에서 겪은 귀신 체험담을 재구성하여 방영하였다. 이 경험담은 미국의 유명한 도시괴담 중 하나인 사라진 히치하이커를 연상케 한다.[4]
- 한국방송 1박 2일에서 2011년 4월 3일부터 4월 17일까지 방송분에서 김종민이 큰 선글라스를 끼고 오자 이에 이수근이 자유로 귀신이라는 별명을 붙여주었다.
- TvN SNL 코리아에서 2013년 7월 23일 <토요미스테리 자유로 귀신 : AN SNL DIGITAL SHORT>이라는 에피소드로 자유로 귀신에 대한 이야기를 담은 적이 있다.

## 같이 보기
- 자유로
- 도시괴담
- 히치하이커
- 사라진 히치하이커
- 크리피파스타